# Liste des présidents du Suriname
Cet article dresse la liste des présidents de la république du Suriname depuis l'indépendance du pays le 25 novembre 1975.

## Liste
| No                                                                                          | Portrait           | Titulaire (naissance-mort)              | Élection  | Mandat            | Mandat            | Mandat                     | Parti politique | Parti politique | Vice-président       |
| No                                                                                          | Portrait           | Titulaire (naissance-mort)              | Élection  | Début             | Fin               | Durée                      | Parti politique | Parti politique | Vice-président       |
| ------------------------------------------------------------------------------------------- | ------------------ | --------------------------------------- | --------- | ----------------- | ----------------- | -------------------------- | --------------- | --------------- | -------------------- |
| 1                                                                                           | Johan Ferrier      | Johan Ferrier (1910-2010)               | —         | 25 novembre 1975  | 13 août 1980      | 4 ans, 8 mois et 19 jours  |                 | NPS             | Fonction non établie |
| L'intérim est exercé par Desi Bouterse en tant que président du Conseil national militaire. |                    |                                         |           |                   |                   |                            |                 |                 | Fonction non établie |
| 2                                                                                           | Henk Chin A Sen    | Henk Chin A Sen (1934-1999)             | —         | 15 août 1980      | 4 février 1982    | 1 an, 5 mois et 20 jours   |                 | PNR             | Fonction non établie |
| L'intérim est exercé par Desi Bouterse en tant que président du Conseil national militaire. |                    |                                         |           |                   |                   |                            |                 |                 | Fonction non établie |
| 3                                                                                           | Fred Ramdat Misier | Fred Ramdat Misier (1926-2004)          | —         | 8 février 1982    | 25 janvier 1988   | 5 ans, 11 mois et 17 jours |                 | Indépendant     | Fonction non établie |
| 4                                                                                           | Ramsewak Shankar   | Ramsewak Shankar (né en 1937)           | 1987      | 25 janvier 1988   | 24 décembre 1990  | 2 ans, 10 mois et 29 jours |                 | VHP             | Henck Arron          |
| L'intérim est exercé par Ivan Graanoogst du 24 au 29 décembre 1990.                         |                    |                                         |           |                   |                   |                            |                 |                 |                      |
| 5                                                                                           | Johan Kraag        | Johan Kraag (1913-1996)                 | 1990      | 29 décembre 1990  | 16 septembre 1991 | 8 mois et 18 jours         |                 | NPS             | Jules Wijdenbosch    |
| 6                                                                                           | Ronald Venetiaan   | Ronald Venetiaan (né en 1936)           | 1991      | 16 septembre 1991 | 15 septembre 1996 | 4 ans, 11 mois et 30 jours |                 | NPS             | Jules Ajodhia        |
| 7                                                                                           | Jules Wijdenbosch  | Jules Wijdenbosch (1941-2025)           | 1996      | 15 septembre 1996 | 12 août 2000      | 3 ans, 10 mois et 28 jours |                 | NDP             | Pretaap Radhakishun  |
| (6)                                                                                         | Ronald Venetiaan   | Ronald Venetiaan (né en 1936)           | 2000 2005 | 12 août 2000      | 12 août 2010      | 10 ans                     |                 | NPS             | Jules Ajodhia        |
| (6)                                                                                         | Ronald Venetiaan   | Ronald Venetiaan (né en 1936)           | 2000 2005 | 12 août 2000      | 12 août 2010      | 10 ans                     | Ram Sardjoe     | NPS             |                      |
| 8                                                                                           | Desi Bouterse      | Desi Bouterse (1945-2024)               | 2010      | 12 août 2010      | 15 juillet 2015   | 9 ans, 11 mois et 4 jours  |                 | NDP             | Robert Ameerali      |
| 8                                                                                           | Desi Bouterse      | Desi Bouterse (1945-2024)               | 2015      | 15 juillet 2015   | 16 juillet 2020   | 9 ans, 11 mois et 4 jours  | Ashwin Adhin    | NDP             |                      |
| 9                                                                                           | Chan Santokhi      | Chan Santokhi (né en 1959)              | 2020      | 16 juillet 2020   | 16 juillet 2025   | 5 ans                      |                 | VHP             | Ronnie Brunswijk     |
| 10                                                                                          | Jennifer Simons    | Jennifer Geerlings-Simons (née en 1953) | 2025      | 16 juillet 2025   | en cours          | 30 jours                   |                 | NDP             | Gregory Rusland      |